# Carpenter (Iowa)
Carpenter es una ciudad situada en el condado de Mitchell, en el estado de Iowa, Estados Unidos. Según el censo de 2010 tenía una población de 109 habitantes.

## Geografía
Según la Oficina del Censo de los Estados Unidos, la localidad tiene un área total de 0,42 km², la totalidad de los cuales 0,42 km² corresponden a tierra firme.

## Demografía
Según el censo de 2010, había 109 personas residiendo en la localidad. La densidad de población era de 259,52 hab./km². Había 51 viviendas con una densidad media de 121,43 viviendas/km². El 98,17% de los habitantes eran blancos y el 1,83% afroamericanos.